# Szervét Mihály
Szervét Mihály (latinul: Michael Servetus, spanyolul: Miguel Serveto; Villanueva de Sigena, 1511. szeptember 29. – Genf, 1553. október 27.) 16. századi polihisztor, teológus, humanista. A tudomány számtalan területén munkálkodott: csillagászat, meteorológia, jogtudomány, bibliai tanulmányok, matematika és orvostudomány. Nevét ezek közül leggyakrabban az orvoslás és a teológia történetével kapcsolatban említik. Orvosként elsőként írta le a kis vérkört, amelyet Christianismi restitutio című teológiai értekezésébe ágyazottan mutatott be.
Radikális teológiát dolgozott ki, amely az evangélium eredeti tisztaságához való visszatérést szorgalmazta, és elutasította a fiatalkori gyermekkeresztséget. Az 1531-ben megjelent De Trinitatis Erroribus című művében cáfolta a Szentháromság dogmáját, ami végül elítéltetéséhez és kivégzéséhez vezetett és amelyben Kálvinnak volt kiemelt felelőssége.

## Élete
Szervét Mihály a spanyolországi Villanueva de Sijana nevű faluban született 1511-ben, valószínűleg szeptember 29-én, védőszentjének neve napján, habár ezt írásos emlék nem erősíti meg. Néhány forrás ennél korábbra teszi születését Szervét egyszeri állítására alapozva, miszerint 1509-ben született volna. Az a feltételezés, hogy zsidó vagy mór származású lett volna, csak a héber nyelvtudásán és a Korán-ismeretén alapul, de egyébként nem ellenőrizhető.
1524-ben apja, Antonio Servet, aki jegyzőként szolgált a közeli Sijena kolostorában, főiskolára küldte az ifjú Mihályt, valószínűleg a zaragozai egyetemre.  Szervét tehetséget mutatott a nyelvtanulásban: latinul, görögül és héberül tanult. 14 évesen egy Juan de Quintana nevű ferences szerzetes szolgálatába állt. 1526-ban a toulouse-i egyetem joghallgatója lett; itt találkozott először a teljes Biblia szövegével. Ettől kezdve lelkesen vetette bele magát a Biblia tanulmányozásába. Elfogadta a protestáns nézetet a Biblia elsőbbségéről és elégségességéről, de mindenkitől függetlenül, racionálisan kezdte értelmezni az olvasottakat.
Szervét Quintanával V. Károly német király gyóntatójával átutazta Németországot és Itáliát. Ennek során 1530 február 24-én jelen volt Bolognában, Károly és VII. Kelemen pápa találkozóján, ahol a pápa császárrá koronázta Károlyt. Döbbenten látta, ahogy mindenki, még a császár is letérdel a pápa előtt és félistenként tisztelik, ugyanakkor a színfalak mögé is bepillantott, ahol felfedezte, hogy az egyház legmagasabb állású papjait önző ambíciók hajtják. Ettől kezdve az egyházi vallásosság bolondozásnak tűnt fel számára, otthagyta a szolgálatát és a protestáns reformátorok közelségét kereste.
1530 októberében tíz hónapra Bázelbe utazott Johannes Oecolampadiushoz. Ott-tartózkodása alatt feltehetően egy helyi nyomdában dolgozott korrektorként. Ekkorra már terjesztette saját nézeteit. 1531 májusában Strasbourgban találkozott Martin Bucerrel és Wolfgang Capitóval. Két hónappal később kiadta De Trinitatis Erroribus (A Szentháromság tévelygéseiről) című művét, amelyet a katolikusok és a reformátusok egyaránt istenkáromlónak tartottak, és amelyet a Német-római Birodalomban hamarosan betiltottak. 1532-ben két további értekezést jelentetett meg, a Dialogorum de Trinitate-t (Beszélgetések a Szentháromságról) és a De Iustita Regni Christi-t.
Ezekben a könyvekben Szervét olyan teológiát dolgozott ki, miszerint a Szentháromság gondolata nem bibliai tanításokon alapul, hanem szerinte (görög) filozófusok megtévesztő tanításain. Szerette volna a protestánsokat visszatéríteni az evangéliumok egyszerűségéhez, az általa vélt eredetiségéhez és a korai kereszténység gondolataihoz. Részben azt is remélte, hogy a Szentháromság dogmájának elvetésével a kereszténység könnyebben elfogadhatóvá válik a judaizmus és az iszlám számára, mely vallások szigorúan monoteisták.
Mivel a svájci és német reformáció egyaránt elutasította nézeteit, Szervét visszatért Franciaországba és felvette a Michel de Villeneuve (Villeneuve-i Mihály) álnevet. 1533-ban a párizsi Calvy kollégiumban orvostudományt tanult. Párizsban tanára volt Jakobus Sylvius, Jean Fernel és Johann Winter von Andernach, aki őt és Vesaliust tartotta legtehetségesebb boncsegédjeinek. Tanulmányai befejeztével orvosként dolgozott, és Pierre Palmier vienne-i érsek személyi orvosa lett, eközben Guy de Maugironnál, Dauphiné alkormányzójánál szintén orvosként szolgált.
Lyonban Symphorien Champier humanista orvos volt a patrónusa és az ő védelmében íródtak Szervét itt született orvosi értekezései. Miközben lektorként is dolgozott, több saját orvosi és gyógyszertudományi könyvet is publikált. Kutatásainak csúcspontja volt, amikor – William Harveyt egy évszázaddal megelőzve – felfedezte a kisvérkört, vagyis azt a jelenséget, amikor a vér a szív jobboldalából a tüdőn át jut a baloldalba.
Közben két, Ptolemaiosz földrajzi munkáival foglalkozó tanulmányát adta ki. A Ptolemaiosz-mű első kiadását és Biblia-kiadását Szervét Hugues de la Porte-nak, Ptolemaiosz Geográfiájának második kiadását Palmier érseknek ajánlotta (mindketten pártfogói voltak).
1553-ban adta ki leghíresebb teológiai művét, az antitrinitariánus nézeteket kifejtő Christianismi Restitutiót. A könyv egyik első változatát megküldte Kálvin Jánosnak, akit még 1534-ben ismert meg Párizsban, és akivel 1546-ig levelezést folytatott ebben a témában. Később Szervét szerette volna visszaszerezni a kéziratot Kálvintól, de nem járt sikerrel; a per során ezt a kéziratot felhasználták ellene és a szerzővel együtt művét is elégették.
Röviddel a Restitutio megjelenése után, egy Genfben élő francia nemes úr, Guillaume de Trie levelet írt egyik lyoni rokonának, amelyben példaként hozta fel Szervétet arra, hogy Lyonban megtűrik az eretnekséget. Szervét úgy tartotta, hogy ezek a levelek Kálvin sugallatára íródtak, maga Kálvin ezt tagadta. A lyoni rokon megmutatta a levelet gyóntató atyjának, aki egyben a francia főinkvizítori tisztet viselte; ezt követően Szervétnél házkutatást tartottak, de semmi érdemlegeset nem találtak. Ezután több információt kértek de Trie-től, és ezek alapján elrendelték Szervét és a Restitutio nyomdászának a letartóztatását. Három kihallgatás után Szervét megszökött a börtönből, valószínűleg a hatóság egyes tagjainak közreműködésével. A pert ennek ellenére lefolytatták, Szervétet bűnösnek találták eretnekségben, a királyi rendeletek megszegésében és szökésben, és könyveivel együtt kis tűzön való megégettetésre ítélték.

## Pere és halála
Kálvin még jóval Szervét kivégzése előtt 1546. február 23-án Farelnek írt levelében így írt Szervétről: "A múltkoriban írt Servet, s leveléhez egész vastag csomót mellékelt őrjöngő tanaiból, fennhéjázó rátartisággal. . . . Azt mondja, ha jónak látom, eljön. Ám én semmiről sem kezeskedem. Ha idejön, ha az én befolyásom nyom valamit a latba, élve innen el nem engedem.”  Szervét azonban erről mit sem sejtve Lyonból Genfbe utazott. Egyes vélemények szerint összeköttetésben állt Kálvin genfi ellenfeleivel, és azért ment oda, mert Kálvin megbuktatására törekedett. Más források viszont úgy írják le, hogy csak egy hónapig akart maradni és készült továbbutazni Zürich felé. Biztosan csak annyit lehet tudni, hogy április 7-én szökött meg Vienne-ből, és augusztus 13-án fogták el Genfben. A fő vád az volt Szervét ellen, hogy tagadta a Szentháromságot és elutasította a gyermekkeresztelést. A per során adatokat kértek a vienne-i törvényszéktől, ahonnan válaszképpen Szervét kiadatását kérték. A genfi tanács így határozott: „írassék barátságos levél, hogy nem adjuk vissza, de kellő igazságot szolgáltatunk.” Közben Szervét ellenvádat nyújtott be Kálvin ellen, de a tanács nem indított eljárást.
Ez idő alatt Kálvin beszédeiben, leveleiben nem kímélte Szervétet: parázna kutya, otromba vadállat, gazember, sátán fajzata, pokol vadállata, spanyol kutya gúnynevekkel illette. A per során Kálvin és Szervét írásban fejtették ki hittételeiket. Hosszadalmas procedúra után a genfi tanács – Szervét egyetértésével – a berni, zürichi, schaffhauseni és bázeli egyházak elé terjesztette az ügyet. Szervét naivan abban bízott, hogy a környék reformált gyülekezetei mellé állnak, de tévedett. Mind a négy város egyházi vezetése elítélően nyilatkozott tanairól, és burkoltan ugyan, de javasolták a halálra ítélését. Martin Bucer német reformátor korábban a szószékről akként nyilatkozott, hogy Szervét méltó volna rá, hogy beleit kiszaggassák. 1553. október 26-án Genf tanácsa meghozta döntését: "Az Atya, Fiú és Szentlélek nevében mondjuk ki eme végérvényes ítéletünket, melyet írásban adunk, hogy téged, Servet Mihály arra ítélünk, miszerint megkötöztessél, a Champel mezejére vitessél és ott karóhoz kötözve, írott és nyomtatott könyveiddel együtt elevenen elégettessél, míg tested hamuvá válik. így végződnek napjaid, hogy példát adjunk másoknak, kik ilyen bűnt akarnának elkövetni."  Az ítélet hatását az elítéltre Kálvin jegyezte fel: "... magánkívül lett, mintha gyökeret vert volna a lába, azután följajdult úgy, hogy az egész terem visszhangzott belé; néha úgy ordított, mint valami eszeveszett ember. Röviden, ördögies magatartást tanúsított. Végül kiabálása annyira fokozódott, hogy mellét verve szüntelenül azt kiáltotta spanyolul: Irgalom! Irgalom!"  Másnap reggel Szervét kérte, hogy had beszélhessen Kálvinnal. Az eseményről maga Kálvin számol be: "Mivel kérte, hogy óhajt velem beszélni, az Urak két tanácsost küldtek értem, hogy elhívjanak és jelen legyek a mondanivalójánál, amit hozzám akar intézni. Mikor az egyik megkérdezte, mit akar nekem mondani, azt felelte, bocsánatot akar tőlem kérni. Én egyszerűen tiltakoztam, amint igaz is, hogy soha magánbántalmakért nem üldöztem. ... Azután azt mondtam, hogy eltekintek mindattól, ami személyemre vonatkozik; kértem, gondoljon inkább arra, hogy Istentől kérjen irgalmat, kit oly csúnyán káromolt ..." 
Az elterjedt vélekedés, miszerint Kálvin a lefejezést javasolta nem bizonyítható, bár tény, hogy szerette volna elérni az enyhébb kivégzési módot. Kálvin Farelhez 1553. augusztus 20-án írott levelében így ír: "Reménylem, halálra fogják ítélni, a büntetésnek kegyetlenségét enyhíteni óhajtom.”  A kivégzés előtt is megpróbálta kijárni a kevésbé fájdalmas kivégzési módot: "Holnap büntetésre fogják vinni. Megpróbáltuk megváltoztatni a halála módját, de hiába."
 

A Szervét-ügyet kutató Kanyaró Ferenc magyar-történelem szakos tanár és unitárius lelkész, Szervét iránt elfogultan, de érzékletesen írja le az eseményt:

“Reggel 10 óra volt, mikor a tanácsháztól megindult a legszomorúbb halotti menet a Genf előtti kies Champel mezejére. Gyönyörű szép festői vidék ez; de örök időkre borzasztóvá lett azon iszonyú tény által, amely e napon itt elkövettetett. A város falaitól nem messze zöldes halom, Genf Golgothája emelkedett. A halom tetején földbe ütött karó, a karó körül máglya, melyet vakbuzgó embertelenség száraz gallyakkal elegyített nyers tölgyfából rakott meg. A vesztőhely felé a Szent-Antoine kapun át fegyveres poroszlók és roppant népsokaság kíséretében közelgő Szervét ez utolsó útjában is folyton folyvást imádkozott. A gonosztevők módjára láncravert, koldusnál nyomorúbb, rongyokkal is alig takart, félmeztelen emberalak egyszer csak megáll gyászkísérete közt, égre emeli könnyes szemeit és messze elhallatszó, tiszta, csengő szóval felkiáltott: „Oh, Istenem! tartsd meg az én lelkemet! Oh, Jézus, az örök Istennek fia! könyörülj én rajtam!” 
Mikor a városból kiérve, megáldoztatása iszonyú előkészületeit, a lombborított alacsony farakást megpillantotta, egész valójában megrendült, mintha villám sújtott volna le mellette. Majd földre borult nemzetének szokása szerint, és erőért könyörgött szíve legmélyéből. Ekkor a vakbuzgóságtól elragadt Farel az előtte porban fekvő, megalázott eretnekre mutatott és a kísérő sokasághoz fordulva, kevély diadallal így kiáltott fel: – Íme! Ti magatok látjátok, mily nagy ereje van a Sátánnak, midőn valakit az Ő körmeiben tart. Ez az ember fölötte igen tudós és talán azt gondolja magában, hogy helyesen cselekedett. Hanem most már az Ördög hatalmába került, ami még veletek is megtörténhetik.

Amint Szervét a földről fölemelkedett, Farel mohón unszolni kezdte, mondjon ő is a népnek valamit: tegyen bűnbánó vallomást megbánt vétkéről és hívja segítségül Jézust, az Isten örökké való Fiát. Szervét csak sóhajtozni tudott és szívszorongató gyötrelmében hangosan fohászkodott: „Oh, Istenem! Oh, én Istenem!” Farelnek még mindig az járt eszében, hogy a haláltól rettegő eretnek vissza fogja vonni kárhoztatott vélekedését; ezért megkérdezte: nincsen-é más mondanivalója? „Miről beszélhetnék jobbról, mint Istenről”, felelt a faggatott keserűen. Farel figyelmeztette most az elítéltet, hogy ha felesége és gyermekei vannak, s kimúlása előtt végrendeletet óhajt tenni: íme, itt áll a közjegyző. Szervét, kinek nem volt családja, pénzét pedig az utolsó fillérig elszedték inkvizítorai, e szavakra megint csak szótlanul hallgatott. Most Farel arra intette, hívja fel a népet, hogy könyörögjenek érette. Szervét teljes készséggel rá állt erre; a körülállókhoz fordult, s kérte Őket, támogassák őt a rá következő nehéz megpróbáltatásban kegyes fohászaikkal.

E nem remélt fordulatra Farel ismételten fölszólította: ismerje el és vallja a Jézust Isten öröktől fogva való Fiának. Szervét inkább a hóhér intésének engedelmeskedett, és a máglyaként felhalmozott fanyalábok közé lépett. A genfi bakó nyilván Kálvin elveit vallotta, mivel a földbeásott karóhoz erősítő kötelet nem kötötte oly szorosan a nyak körül, hogy a nyakas hitetlent vergődés közben megfojthassa. A kénkővel itatott szalmakoszorú is, mit fejére Jézus töviskoronájaként alkalmaztak, füstjével utóbb csak a pokoli gyötrelmeket növelte. Szervét megkérte a hóhért, ne kínozza őt sokáig. Némi irgalomra lágyulva elfordult ez tőle, s így élesztett tüzet, és a szerencsétlent körülfogó farakást egynél több helyen meggyújtotta.

A láng gyorsan harapódzott tova a száraz faleveleken. A fellobogó láng láttára az őszi dértől megfakult tölgylombok közt leláncoltan vonagló meztelen alakból oly borzasztó kiáltás tört ki, mely az egész körülálló néptömeget megrezzentette. „Misericordias ! Misericordias! Irgalom, oh, irgalom!” rimánkodott az élő emberáldozat a gomolygó füstfelleg mögül szívszaggató hangon. A nép lélegzetét visszafojtva, vagy könnyezve és sóhajtozva állt ottan. Mindenki szánta szívében és senki sem akadt, ki őt a hetek óta folyó fanatikus izgatások után is most bárcsak egy árva szóval káromolta volna. Csupán a hitbuzgó Farelről beszélik, hogy még a lángok közt kínlódó szerencsétlenre is rá kiáltozott volna az ő kegyes intéseivel: – Higgy Jézus Krisztusban, az Isten örök fiában!

Részvétet és szánalmat gerjesztve haldoklott Szervét az emésztő láng és fullasztó füst közepette a kín és gyötrelem máglyáján egy félóráig. „Jézus, az örök isten fia, könyörülj rajtam!” kiáltja ekkor utolsó szavait a végső kétségbeesés lélekrázó hangján. A megrémült nők sírni kezdenek. Szánakozó lelkek száraz fű- és rőzsecsomókat dobálnak fel a füstölgő üszök halomra, hogy az iszonyú halálharcot siettessék. A nap éppen délponton állt, s a Szent Péter egyház tornyában 12-t vert az óra, mikor szegény végre kiszenvedett.” 

## A per utóélete
Szinte rögtön a kivégzés után elkezdődött és azóta is tart a vita arról, hogy Kálvin mennyiben volt felelős a történtekért. A kérdés azonban inkább úgy merül fel, hogy a kor reformátorai, beleértve Kálvint is, mennyiben felelősek a történtekért. A kivégzést követően Philipp Melanchthon német teológus így írt Kálvinnak : „Hálát adok Isten Fiának, aki ebben a harcban döntést hozott. Adósod az egyház, és mindenkor az is marad. Kijelentem, hogy hatóságotok helyesen járt el, amikor ezt az istenkáromlót szabályos bírósági ítélet alapján kivégezte.” 
Kálvin ellenlábasa, a humanista teológus Sebastian Castellió viszont, – akit sokáig Genf egyik elismert tanítójának tartottak – elítélte Kálvint és korának valamennyi hittudósát, akik az eretnekek üldözését és megölését pártolták és szorgalmazták. 1554-ben Kell-e üldözni az eretnekeket? címmel adta ki könyvét Martinus Bellius álnéven. A kis füzetke a történelem nagy teológusainak írásaiból szemezget, de Castellió saját gondolatai is belekerültek. „…a genfi egyház máglyák lángjával világítja meg az örömhírt.” – írja keserű szarkazmussal. „Krisztus azt hagyta meg, hogy az ő visszatérését fehér ruhákban, vagyis tiszta életben várjuk, ehelyett az ő tanítványai nehéz tanok felett vitatkoznak, s ruháikat az ő nevében vérrel mocskolják be. A sátán nem tudna Jézus akaratával és egész lényével ellentétesebbet kigondolni, mint ez.” – írja egy másik helyen. Az angol nyelvű katolikus enciklopédia szerint ez volt a modern korban a tolerancia iránti igény első megnyilvánulása.
Szervét kivégzése lavinát indított el. Svájc számos szabadabb légkörű városában a közhangulat Kálvinék ellen fordult. A helyzetet látva Heinrich Bullinger 1553. december 13-án kelt levelében így írt Kálvinnak: „Láss utána, Kálvinom, hogy minden jók számára szorgalmatosan és kegyesen lefesd Szervétet az ő végsorsával úgy, hogy mindenki megborzadjon a bestiától.”  Kálvin már december 31-én visszaírt, hogy Szervét ellen a frankfurti vásárra könyvet írt. Írásának címe: Defensio orthodoxae fideide sacra trinitate contra prodigiosos errores Michaelis Serveti Hispani... (A Szentháromság ortodox hitének védelme a spanyol Szervét Mihály szörnyű tévelygéseivel szemben.) A mű vádirat és egyben önigazolás, melyben Szervét valóságos szörnyetegként áll az olvasó előtt, aki megérdemelte a halált. 
A református hittudomány 20-21. századi képviselői közül többen Kálvin felelősségét igyekeznek relativizálni. Azzal érvelnek, hogy mivel Kálvin nem volt tagja a Szervétet elítélő genfi tanácsnak, ezért nem is lehet felelőssé tenni a történtekért. Mások azonban rámutatnak arra, hogy Kálvin soha nem mentegette magát ilyesmivel, mindig kiállt a halálos ítélet jogossága mellett, ugyanakkor a Szervétet elítélő tanácsban Kálvinnak 7 közvetlen híve ült, akik mindannyian a halálos ítéletre szavaztak.

A másik érv, amivel kisebbíteni szokás a svájci reformátor felelősségét, a korszellemre való hivatkozás. Aleister McGrath protestáns teológus és egyháztörténész Kálvin című könyvében így fogalmaz: „Nem egészen érthető, hogy mitől bizonyítaná egy ilyen ügy Kálvin különös kegyetlenségét. A halálbüntetés hallgatólagos támogatása egy eretnekpörben, tehát egy olyan bűn esetében, melyet Kálvin – hasonlóan kortársaihoz – főbenjárónak tartott, vajon miért nem azt jelzi, hogy ő is csak saját korának gyermeke…”  Hasonlóképp vélekedik a Szervét-per aktáinak magyarra fordítója, dr. Kováts J. István református teológus: "A korszellem gyújtja meg alatta a máglyát, nem Kálvin."  Ezt a nézetet azonban maga Kálvin árnyalja, aki Szervét ellen írt művében mintegy 30 oldalt szentel a már kortársai körében is hangoztatott vallási türelem megcáfolására. Kálvin szerint a személyes bosszúállás nem megengedett ugyan, de ha valaki elhagyja az "igaz hitet", és nyíltan istenkáromló tanokat kezd el hirdetni, akkor az államhatalomnak, a lelkek megmentése és a közrend fenntartása érdekében, joga van megbüntetni, akár halálos ítélettel is az eretneket. Legtöbbször az ószövetségi szigorra hivatkozik, ugyanakkor újszövetségi idézetekkel és a természeti joggal is igyekszik alátámasztani állítását.
"Lássák tehát azok a könyörületes szívüek, akik annyira dédelgetik az eretnekeket, mennyire Isten parancsa ellen cselekednek. Hogy az egyház túlságos szigorúnak ne tűnjék föl, egy ember kedvéért eltűrik, hogy szabadon burjánozzanak a gonosz tévtanok, holott Isten egész népeket sem kímél (V. Móz. 13,12 s köv.): egész városokat kiirt s eltöröl a föld színéről, hogy még hírmondója se maradjon, átkának jeléül emléktáblákat állít, nehogy egész vidékeket ellepjen a ragály meg a bűn ... ha a vallás alapigazságait támadja valaki, ... akkor a végsőre is el kell szánnunk magunkat, nehogy a halálos méreg elharapózzék. Ezt a szabályt, melyet Mózes Isten ajkáról vett, maga is hűségesen követte. Hogy mily szelid természetű volt, bizonyság rá egész élete folyása és maga a Szentlélek nyilatkozata is. Milyen emberséges bíró volt a bűnök megfenyítésében, azt jól tudjuk, de ha Isten igazát kellett védenie, lángra lobbant. »Kössön mindenitek kardot az oldalára, menjetek által és vissza a táboron, egyik kaputól a másik kapuig és ki-ki ölje meg az ő atyafiát, barátját és rokonságát« — mondja ő (II. Móz. 32,27). Azt hiszed, hogy hirtelenségében cselekedett, hogy megfeledkezett szokott szelidségéről, mikor a leviták vérével áztatta a földet? Sőt Isten lelke hajtotta őt és ezért dicséretet is érdemel. … De egyesek tagadják, hogy ez megegyeznék Krisztus lelki országával és a jelen század fölfogásával s az evangélium sehol se ad a bíráknak ilyen parancsot. De ha Krisztus és apostolai nyíltan nem is mondják meg, milyen büntetést érdemel a házasságtörés és lopás, azért a hatóságok nem élhetnek saját jogaikkal? … Ellenkezőleg, számtalan helyen említi a Szentlélek, hogy a királyok az istentiszteletet és vallási tanításokat védeni tartoznak." 
Tény, hogy Kálvin korában 58 embert végeztek ki Genfben eretnekség, varázslás, pestisterjesztés vagy puccskísérlet vádjával, de Európa más lutheránus, kálvinista, anglikán (a katolikusról nem is szólva) vezetésű városaiban és országaiban (Erdélyt kivéve) bebörtönözték és gyakran kivégezték az általuk eretneknek vélt mozgalmak (unitárius, anabaptista) tagjait. Sok kutató rávilágít arra, hogy Kálvinnak és lelkésztársainak, mint a jézusi tanítások alapos ismerőinek, illett volna felülemelkednie az eretnekek megbüntetésének középkori gyakorlatán, amely merőben ellentétes volt az evangélium szellemével, és tiltakozniuk kellett volna a halálos ítéletek ellen. Kálvin és lelkésztársai számára azonban az ortodox tanok védelme mindent felülírt. „Bárminő nagyok, jelesek és kegyesek voltak is a 16. század reformátorai, nekünk ma a mi protestantizmusunkkal azok mellett nem szabad megállanunk. … A Szervét elítéltetése még ma is irányadó az Istenszeretet valódiságára nézve, amely nem kívánja, hogy embertársainkat gyűlöljük és meggyilkoljuk, hanem hogy irántuk türelmesek legyünk, és azt a valódi testvériességet óhajtja, amely az eltévedt iránt kímélettel viseltetik.”  – írja Tollin Henrik magdeburgi protestáns lelkipásztor Szervétről írott tanulmányában.

## Teológiája

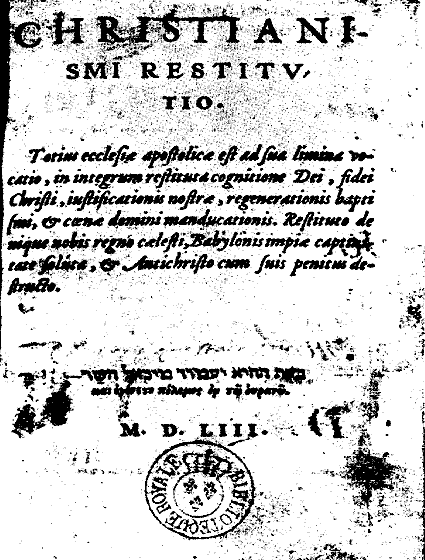
A Restitutio címlapja

Szervét teljesen meg volt győződve a keresztény vallás abszolút igazságáról, és a Bibliát az igazság megfellebbezhetetlen forrásának tekintette – ebben az értelemben egyetértett a korabeli protestantizmussal, de a hit sokkal radikálisabb reformjára törekedett.
Szervét tanításának alapvető tézise az Isten lényének abszolút egysége és oszthatatlansága, szemben a Szentháromság ortodox tanával. Szervét ugyanakkor nem vonta kétségbe Jézus istenségét. De azt a tanítást, hogy a Szentháromság három különböző személyből állna, akik mindannyian Istenek, nevetségesnek tartotta.
Szentháromságról alkotott elképzelése a szabellianizmus, ill. a modalizmus néven ismert gondolatkörhöz közelített: az Atya, a Fiú és a Szentlélek csak 3 neve és megnyilvánulási formája az egyszemélyű istenségnek. Isten mint ószövetségi törvényhozó az Atya, mint megváltó a megtestesüléstől a mennybemenetelig a Fiú és utána mint az ember megszentelője a Szentlélek nevet viseli. Egyszerűbben fogalmazva: nem egy Istent hitt három személyben (Atya, Fiú, Szentlélek három különböző személy), hanem egy Istent hitt egy személyben (Atya, Fiú, Szentlélek az egy-személyű Istennek három megnyilvánulási formája).

A Christiani restitutio (A keresztény vallás helyreállítása) című művében így fogalmaz:
"Egyedül Krisztusban van az igazság, az örökkévalóság, egyedül benne van az egész teljesség, a mi egész üdvösségünk. Egyedül Ő legyen a mi mindenek felett mindig áldott Istenünk. Ámen. ... Mert amiként azt mondjuk, hogy az eredeti világosság a napban van, s a különböző csillagokban alsóbb fokú világosságok vannak: úgy van ez Krisztusban is, hogy ő mindig az első és mindennek feje. Mert az az egy Krisztus minden istenit és emberit visszatükröz a maga testének alkotásában ... éppen úgy, miként benne minden más dolog egy, Isten és ember egyek benne. Egyek benne az ég és föld. Ő az igaz mindenható teremtő és az igaz Jehova. Egyedül az övé legyen a dicsőség, az ország és minden hatalom örökké, aki az atya Istennel a lényeg és szellem egységében kormányoz. ... Ő a mi atyánk, testvérünk, urunk, barátunk; ő a mi papunk, templomunk, oltárunk, áldozatunk; ő a mi megigazulásunk, kibékülésünk, s minden egyebünk"  

Kálvinnak írt második illetve harmadik levelében pedig eképpen fogalmaz: 
"Krisztusban kétféle természet van, isteni és emberi ... Krisztusban annak a háromságnak nem egy adagja van, hanem az istenség egész teljessége. ... Tehát a háromság-hívők három istene olyan téves, mint a babilóniaiak istenei. ... az Istent mindig Atyának hívták, s öröktől fogva született tőle az a Fiú. Isten személyes Atya volt, amennyiben megvolt benne a Fiú személye. 

Hosszú vitákat folytatott Kálvinnal a megigazulás és a hitből való cselekedetek viszonyáról. Kálvin szó szerint véve Pál tanítását úgy tartotta, hogy az ember egyedül kegyelemből, egyedül a megváltó Krisztusba vetett hit által üdvözül. A cselekedeteinek az üdvösséghez semmi köze. Szervét azonban árnyalta a kérdést, és a hitből fakadó cselekedeteket is szükségesnek tartotta az üdvösséghez. Szervét továbbá megkérdőjelezte Kálvinnak az emberi cselekedetekről való negatív véleményét is, mely szerint az ember cselekedetei mindig keverve vannak gonoszsággal. Az alábbi idézet – Szervétnek Kálvinhoz írott 12. leveléből – jól mutatja kettejük levelezésének stílusát, érvrendszerét, gondolkozásbeli különbözőségeit. 
"Abból, hogy a testnek bűnös kívánsága van, még nem következik, hogy a Krisztus Lelke nem támaszt bennünk tökéletes szeretetet. Te ezt a mennyei tökéletességet kigúnyolod, mert még nem ízlelted, mert még nem születtél a mennyből. Szerinted Krisztus hazudott, amikor azt mondotta, hogy boldogok azok, akiknek szíve tiszta, becsületes és jó (Mát 5, Luk 8)? Szerinted hazudott Pál és Ignatius is, mikor a szenteket tisztáknak, szeplőtleneknek és az Isten előtt való szentségben feddhetetlen szívűeknek nevezik? A belső emberre vonatkozólag mind igazán mondják ezeket. A szentek cselekedeteiben nincsen bűnös rész, amilyet te költesz. Külön származnak tőlünk a test cselekedetei és külön a test legyőzésével a Lélek cselekedetei. A Lélek cselekedetei Krisztus bizonysága szerint mind Isten, mind az emberek előtt fénylenek, helyesek és jók. Te vagy gonosz és káromló, mikor a Lélek cselekedeteit gáncsolod. Azt erősítgeted, hogy azok a cselekedetek bűnösek és bűnbocsánat nélkül nem lehet jóknak nevezni azokat; mintha bizony az Isten Lelke maga magának bocsánatot adna. Sőt maga Krisztus is, aki bennünk munkálkodik, bűnös cselekedeteket cselekszik." 
Tagadta továbbá a gyermekkeresztséget és azt tartotta, hogy a lelkileg újjászületett emberek az istennek fiai, őket kell a keresztségben részesíteni. Vagyis a felnőtt keresztséget pártolta. A kálvini predestináció tanítását sem fogadta el a maga eredeti mivoltában. Az eleve elrendelésen inkább Isten előre tudását értette. Kálvinnak írt 22. levelében tárgyalja a témát: 
"Az Isten tudása, valamint akarata is saját természeténél fogva megelőzi a mi cselekedeteinket, azért nevezzük előre-tudásnak, eleve-elrendelésnek, vagy előre-elrendezésnek." 
A katolikus felfogáshoz közelítette az, hogy tanában helyet kapott a tisztítótűz, amelynek lerövidítésére alkalmas eszköznek vélte a böjtöt, az imát, az alamizsnálkodást, a gyónást és a jócselekedeteket. Az anabaptistákhoz közelítette – bár azokkal sem azonosult teljesen – az a vélekedése, hogy a tévelygőket nem kell elpusztítani. Kálvinhoz intézett levelében így ír: 
„A javítási módok közül helyesnek tartjuk a száműzetést, melyet Krisztus úgy hagyott helybe, hogy mint kiközösítés (excommunicatio) alkalmaztassék az egyházban. A szakadárságokat (schisma) és eretnekségeket (haeresis) kezdetben, amíg az apostoli hagyományt megtartották, így büntették. Akik a hit határán kívül követtek el bűnt, azok az összes népek joga szerint veszik el büntetésüket; mert van természeti jog is.” 

## Egyénisége
Kálvinhoz hasonlóan, középtermetű, sovány és sápadt volt, a szemében intelligencia csillogott. Nyugtalan szellemű, heves és makacs természetű ember volt. Amikor fiatalkorában Oecolampadiusnál vendégeskedett, házigazdája arra panaszkodott, hogy Szervét „istentelen és utálatra méltó kérdéseivel folyton háborgatja”. Nem nősült meg, és úgy tűnik, soha nem voltak közeli barátai, egész életében magányos volt.
Több nyelvet ismert (spanyol, francia, olasz, latin, héber, görög; egyes források az arab nyelvtudását is felvetik), alaposan tanulmányozta a Bibliát, az egyházatyákat és a skolasztikusokat. Eredeti gondolkodás, jó emlékező tehetség, gazdag képzelet és átható tanulási vágy jellemezte, viszont hiányzott belőle a gyakorlati ész és a józan egyensúly.
Személyiségének vonásait azonban igen nehéz megítélni, mivel magát az embert szinte csak ellenfelei írásaiból ismerjük. Ám rendelkezésünkre állnak levelei, valamint kiadásra került kötetei, melyek alapján többé-kevésbé reális képet kaphatunk szerzőjükről.
Az utókor leginkább Kálvin említett könyvéből – A Szentháromság ortodox hitének védelme Szervét szörnyű tévelygéseivel szemben – ismeri Szervét jellemét. Kálvin írásában meg akarja győzni olvasóját arról, hogy Szervét kivégzése jogos volt, ennek érdekében a lehető legsötétebbnek festi le egykori ellenfelét.
Kálvin véleménye röviden a következő:
- Szervét vallástalan eretnek, ergo erkölcstelen, mert nem fogadta el az igaz tanítást. Kálvin a gúnynevek egész sorát zúdítja Szervétre, leginkább bestiának és a sátán kutyájának nevezi.
- Szervét hazug ember volt, mert Franciaországban katolikusnak adta ki magát, de Svájcban már protestánsnak vallotta magát.
- Ingadozó jellemű volt, mert nem tudott megmaradni egy tudomány gyakorlása mellett.
- Kötekedő, civakodó és fennhéjázó ember volt, mert folyamatosan provokálta tévtanaival a protestáns lelkészeket.[57]

A mai református lelkipásztorok, már nem ennyire elítélőek, mégis inkább a negatív tulajdonságait domborítják. „Szervét eléggé nyughatatlan elme volt. Heves és makacs természetű, és szinte lehetetlen volt szabadulni tőle. … Nem bántásnak szánjuk, de Szervét Mihályra teljesen jellemző az, amit magyar nyelvünkben az őrült spanyol kifejezés jelent.” 
Tollin Henrik, a Szervét írásait kutató lelkipásztor azonban árnyalja a képet. Szervét jelleméről írt tanulmányában a következőkre mutat rá: „… igaztalanságot követnénk el a genfi vértanúval szemben, ha az ő jellemrajzát bíráinak iratai és színezete után akarnók vázolni. Nem az a torzkép Szervété, amivé őt a Kálvin önmentegetése tenni akarta.” 
Tollin szerint a vallástalanság vádja azért nem áll meg, mert Szervét miután Toulouse-ban, a jogi egyetemen elolvasta az evangéliumokat. Buzgó bibliakutatóvá és meggyőződéses kereszténnyé vált. 1531-ben megjelent első könyvében így vall hitéről: „Krisztus a mi békénk, a mi igazságunk, megszenteltetésünk. Krisztus a világ lelke, sőt több a lelkénél; mert általa élünk, nemcsak ez ideiglenes, hanem az örök életben is. … Én őt többnek szeretném nevezni a dicsőség fényénél; … Ő a csillag, a mi hajnal-csillagunk.” 
Szervét hazugsága relatív. Való igaz, hogy nem mindig és nem mindenhol hangoztatta teológiai nézeteit. Nem tekintette magát lelkésznek, sem igehirdetőnek. A katolikus vallásban nevelkedett és nem volt célja „kilépni” az egyházból, annak ellenére sem, hogy látva korának vallási kilengéseit és embertelenségét, a pápaság intézményét és a "képmutató szenteskedést" megvetette, sőt a katolikus dogmatika néhány „tévelygéséről” is megvolt a véleménye. Nem véletlenül levelezett annyit a reformátorokkal. Ugyanakkor orvosnak tekintette magát, és hivatásának élt. Tizenegy éven át a viennei érseknek, Palmiernek, házi orvosa volt, akivel egyébként emberileg jó kapcsolatot ápolt. Svájcban azonban, ahol teológiai nézetei miatt börtönözték be már nyugodt lelkiismerettel hivatkozott arra, hogy nézeteiben közelebb áll a protestánsokhoz, mint a katolikusokhoz, bár egyikkel sem azonosult. De justitia regni Christi című művében ezt írja: „Világos, hogy én mindenben sem evvel, sem avval nem értek egyet. Nekem úgy tetszik, hogy mindenikben van az igazságból is, a tévedésből is, s mindenik megvetőleg tekint a másik tévedésére, a magáét pedig egyik sem látja." 
Ingadozó jelleme nem igazolható azzal, hogy több tudományterületbe is belekóstolt. Nem volt ezzel egyedül korában. Inkább azt lehet mondani, hogy sokirányú érdeklődés és tanulékonyság jellemezte. Kihasználva rendkívüli nyelvtehetségét, a régi korok írásait és korának tudományos műveit egyaránt tanulmányozta.
A civakodó és fennhéjázó ember képe szubjektív megítélés kérdése. Szervét kétségtelenül levelekkel bombázta a kor neves reformátorait, nem riadt meg a vitáktól. Sokszor vehemensen bizonygatta vélekedéseit és kioktató, olykor kifejezetten sértő hangnemben fogalmazott. Kálvint több ízben  „Simon mágus tanítványának" nevezte. Simon mágus a pogányság és az okkultizmus ördögi képviselője volt a Bibliában. Ugyanakkor tény az is, hogy kivégzése előtt bocsánatot kért tőle a bántásokért. 
Nem kereste a hírnevet, nyilvános előadásokat, beszédeket soha nem tartott, és még a kis vérkör felfedezéséről sem beszélt nyilvánosan, csak 1553-ban névtelenül megjelentetett könyvében ír róla. Ugyanakkor sokszor emlegette, hogy minden felismerése „Isten dicsőségét szolgálja”.

## Hatása és emlékezete

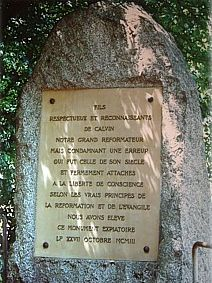
Szervét-emlékmű a kivégzés helyén

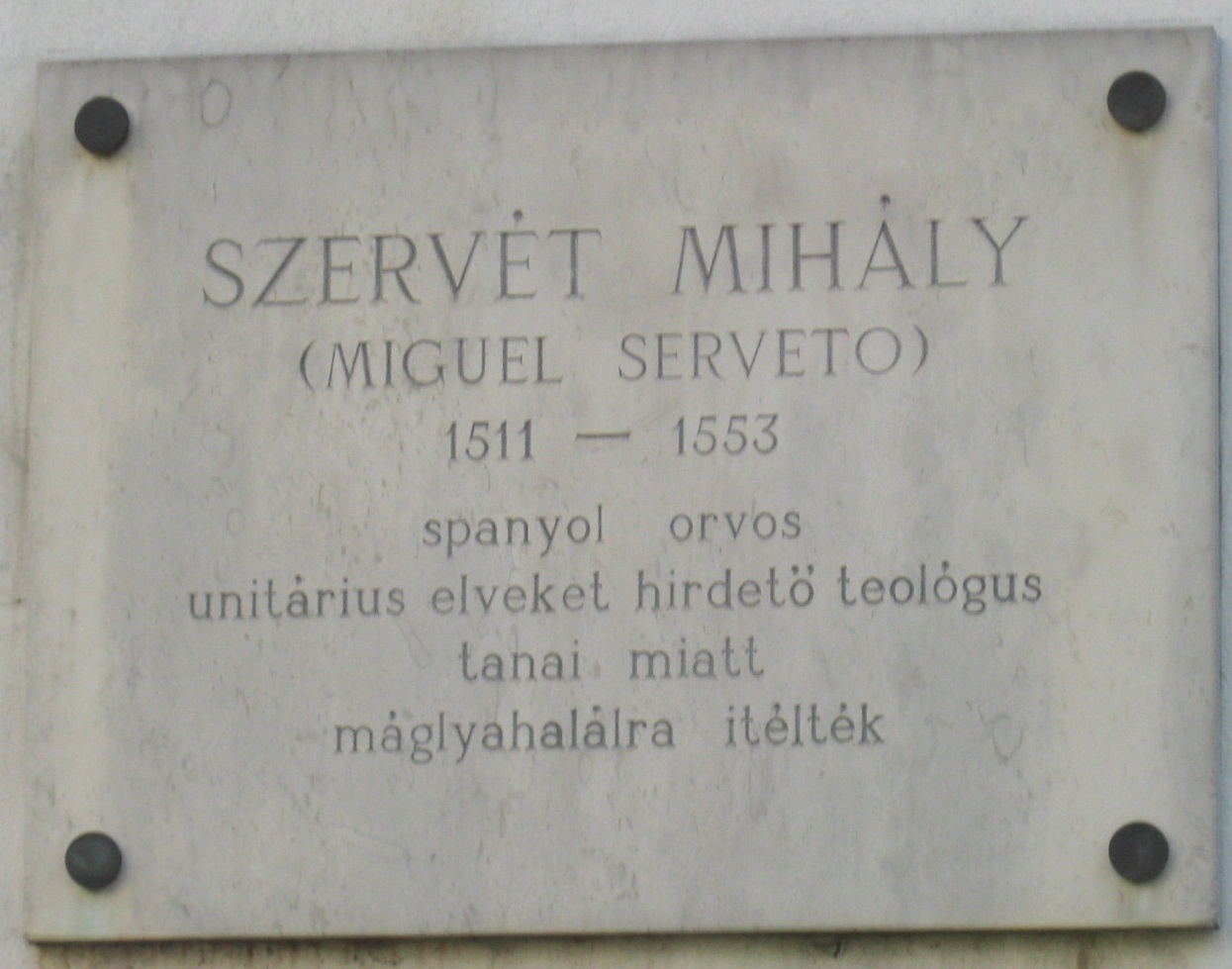
Szervét Mihály emléktábla Budapesten, a XVIII. kerületben

A 16. század után Szervét alakja felejtésbe merült, hogy csak a 18. században bukkanjon fel ismét Voltaire írásában.
Az unitárius univerzalizmus Szervét Mihályban egyik úttörőjét tiszteli, egyben azt is érdemének tudják be, hogy korában egyedüliként eljutott arra a felismerésre, hogy a judaizmus és az iszlám ugyanazt az egy istent imádja. Előfutára volt a tudomány és a vallás összeegyeztethetőségére irányuló mozgalmaknak, és maga is hozzájárult az orvostudomány fejlődéséhez.
Szervét tragédiáját a 19. században több drámaíró is feldolgozta: Max Ring (1850), José Echegaray y Eizaguirre (1880), illetve Albert Hamann (1881). A 20. században Sütő András írt drámát sorsáról Csillag a máglyán címmel (1975), amelyben a történelmi alakok segítségével saját korának diktatúráját ábrázolja.
Kivégzésének helyszínén 1903-ban gránit emlékművet emeltek. Az emlékmű hátlapjának felirata (francia nyelven): „Nagy reformátorunknak, Kálvinnak tisztelő és hálás fiai, de elítélői egy tévedésnek, mely századáé volt, a reformáció és az evangélium alapelvei szerint való lelkiismereti szabadsághoz erősen ragaszkodva, emeltük ezt az engesztelő emléket 1903. október 27-én.” Genf szabadelvű polgárai Szervét-szobrot is akartak állítani, de a városi tanács elutasítása miatt a szobor, Claude Roch alkotása a szomszédos Annemasse-ba került.
Pestszentlőrincen tér viseli a nevét, a téren levő unitárius templom falán márványtábla emlékeztet Szervét Mihályra. 
2023-ban az Unitárius Egyház megnyitja a Szervét Mihály Egyházi Kulturális Központot Budapesten.

## Művei
- De Trinitatis erroribus libri septem, Hagenau, 1531
- Dialogorum de Trinitate libri duo, Hagenau, 1532
- In Leonardo Fuchsium Apologia, Lyon, 1536
- Syroporum universa Ratio ad Galeni censuram diligenter exposita, Paris, 1537
- Apologetica Disceptatio pro Astrologia, Paris, 1538
- Christianismi Restitutio, Vienne, 1553

### Magyarul
- Servet Mihály harminc levele Kálvin Jánoshoz, a genfiek prédikátorához. A Servet-pör c. gyűjt. C. része; ford. Veress Jenő; Főiskolai Ny., Pápa, 1910 (Kálvin János művei)

## További irodalom
- Szervét Mihály Kutatás (angol) (spanyol) (francia)
- Michael Servetus Institute
- Servetus International Society Archiválva 2006. október 14-i dátummal a Wayback Machine-ben (angol)
- Stefan Zweig: Castellio gegen Calvin – ein Gewissen gegen die Gewalt, Zürich, 1936. (Magyarul Harc egy gondolat körül – Castellio és Calvin címmel jelent meg, ford. Balassa József).